# 祁高德
祁高德（1891年12月5日—1953年2月13日），是天主教白俄羅斯籍神父及聖母無染原罪司鐸會會士。曾任白俄羅斯人民共和國拉達成員及俄羅斯禮天主教哈爾濱宗座代牧區宗座代牧 (1939年-1953年)。

## 生平
祁高德出生於1891年12月5日在俄羅斯帝國白俄羅斯的市鎮斯馬爾貢斯基區。於1914年6月13日，他22歲時晉鐸。1917年5月，祁高德出席在明斯克舉行的白俄羅斯天主教神職人員第一次代表大會。1918年，祁高德投入白俄羅斯獨立運動擔任白俄羅斯人民共和國拉達的成員。
1919年爆發波蘇戰爭，白俄羅斯被蘇聯和波蘭各自佔領。祁高德繼續推動白俄羅斯獨立運動，並出任白俄羅斯全國臨時委員會成員。1920年，加入聖母無染原罪司鐸會。
1921年至1923年期間，祁高德被掛美國，負責服務立陶宛裔美國人和其他來自波蘭與白俄羅斯的移民。1923年，回到波蘭管治的西白俄羅斯繼續牧靈工作。他在當地大力推廣白俄羅斯文化及天主教的白俄羅斯語本地化，以抗行波蘭的文化入侵。
1933年至1939年期間，祁高德兩次當選為聖母無染原罪司鐸會會長。1939年10月20日，祁高德在47歲時獲時任教宗庇護十一世任命為到中國俄羅斯禮天主教哈爾濱宗座代牧區宗座代牧。
1948年12月，祁高德和其他神父被中國共產黨逮捕，並移交給蘇聯國家安全部。他經過幾個月的審訊和單獨監禁後，被判處勞教25年。聖座相信祁高德於1953年2月13日在蘇聯布拉茨克的監獄中死於酷刑，享年61歲。
2003年，莫斯科總教區總主教塔德烏斯·孔德魯謝維茨宣佈已經開始對祁高德進行宣福程序。